# Point Pleasant (New Jersey)
Point Pleasant è un borough degli Stati Uniti d'America, situato nella contea di Ocean, nello Stato del New Jersey.

## Storia

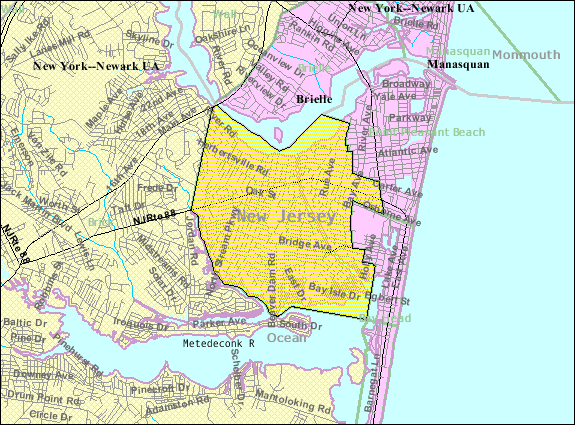
Mappa dell'United States Census Bureau

La località è stata ricavata da una parte del territorio del comune di Brick.
Distinta da Point Pleasant Beach, località che costituisce una comunità a sé stante, ha avuto il titolo di borough con un atto legislativo dello Stato del New Jersey stipulato il 21 aprile 1920.
Tale atto venne annullato però da un referendum tenuto il 19 maggio successivo e solo il 12 marzo 1928 il Borgo, come viene chiamato, fu riqualificato come borough.

## Società

### Evoluzione demografica
Al censimento del 2000 contava 19 298 abitanti, passati a 18 392 nel 2010.